# Strophiini
Strophiini Simon, 1895 è una tribù di ragni appartenente alla famiglia Thomisidae.

## Distribuzione
I due generi oggi noti di questa tribù sono diffusi in America centrale e meridionale (Strophius) e Asia orientale (Strigoplus).

## Tassonomia
A dicembre 2013, gli aracnologi riconoscono due generi appartenenti a questa tribù:
- Strigoplus Simon, 1885 - India, Cina, Malesia, Bhutan, Giava
- Strophius Keyserling, 1880 - Brasile, Guyana, Panama, Costa Rica, Perù, Paraguay, Messico